# 許光泗
許光泗，贵州黔西人，清朝政治人物、同進士出身。
嘉慶十九年（1814年）甲戌科進士，三甲八十名，官湖南新寧縣知縣。